# Michel Noël (écrivain)
Pour les articles homonymes, voir Michel Noël et Noël (homonymie).
Michel Noël, C.Q., C.M., né le 17 août 1944 à Messines, dans l'Outaouais, et mort à Saint-Damien le 10 avril 2021, est un romancier, conteur, poète et dramaturge québécois d'origine autochtone. Formé en ethnologie à l'Université Laval, il est l'un des premiers à introduire le concept de patrimoine immatériel dans l'enseignement de cette discipline au Québec. Il connait aussi une longue carrière dans la fonction publique, d'abord au ministère des Affaires indiennes et du Nord du Canada, puis au ministère de la Culture du Québec, où il travaille pendant près de trente ans. Michel Noël est aussi un pionnier de la littérature pour la jeunesse au Québec, dont l'œuvre contribue à introduire les jeunes à la culture autochtone. Il est l'un des premiers écrivains québécois à écrire sur les pensionnats autochtones. Auteur de près d'une centaine de livres, il reçoit de nombreux prix pour son œuvre.

## Biographie

### Jeunesse
Michel Noël est né à Messines, un village situé à quelques kilomètres au sud de Maniwaki, en Outaouais. Ses parents, Jean-Paul Noël et Flore Saint-Amour, sont d'origines algonquines. Lui-même se décrira plus tard comme un « Métis de la vallée de la Gatineau, » et comme Québécois d'origine amérindienne. C'est dans la vallée de la Gatineau, logée entre le nord de Gatineau et la réserve faunique La Vérendrye, qu'il passe son enfance et une partie de son adolescence. Comme plusieurs autres autochtones de la région, son père est travailleur forestier, et Michel le suit entre les différents camps forestiers qu'il fréquente. Durant ces années, il vit selon le mode de vie traditionnel des communautés autochtones de l'Outaouais. Avec son père et son grand-père Wawaté, Michel pratique la chasse à l'orignal, le trappage au castor et la pêche au brochet, et vit au gré des saisons sous une tente ou une cabane en bois rond,. Il fréquente aussi avec son père l'un des derniers comptoirs de la Compagnie de la Baie d'Hudson de la région, à Lac-Rapide.

Michel n'apprendra pas à lire avant l'âge de 14 ans, après le déménagement de sa famille à Mont-Laurier, dans les Hautes-Laurentides. Les expériences qu'il cumule dans l'enfance exerceront malgré tout une influence durable sur sa vie adulte et sur sa carrière. C'est à cette époque, grâce aux histoires racontées par son père et son grand-père, qu'il entre en contact avec les traditions orales des Premières Nations dont il deviendra plus tard un ambassadeur. Dans la préface du livre Les Bois-Brûlés de l’Outaouais. Une étude ethnoculturelle des Métis de la Gatineau, qu'il signe en 2019, Michel évoque ainsi le souvenir de son père: 
« Il se laissait emporter par la parole comme la voile d'un bateau se laisse gonfler par le vent. Moi, j'étais son auditeur le plus assidu. J'enregistrais tout ce que je voyais, entendais, ressentais en me répétant qu'un jour, je raconterais ces histoires fabuleuses à mes enfants. Ces pans de vie, ces récits de chasse et de pêche, ces contes et ces légendes, je les ai non seulement racontés, mais écrits et publiés pour que les parents et leurs enfants puissent les partager à leur tour ».

### Études
Après son arrivée à Mont-Laurier en 1958, Michel commence à fréquenter l'école secondaire. Après l'obtention de son diplôme d'études secondaires, en 1963, il entre à l'école normale de Hull. En 1967, après quatre ans d'études, il obtient son brevet A d'enseignement. La même année, Michel entre à l'Université Laval. Il y complète un baccalauréat en lettres avec une majeure en ethnologie en 1970. Durant plus d'une décennie, il y poursuit des études aux cycles supérieurs en ethnologie. En 1973, il obtient une maîtrise ès arts portant sur l'art décoratif et vestimentaire des Premières Nations du Québec aux XVIe et XVIIe siècles. Son mémoire sera publié aux éditions Leméac en 1979. Après sa maîtrise, Michel entame des études doctorales. Il dépose sa thèse sur la gastronomie autochtone aux XVIe et XVIIe siècles. Celle-ci ne sera néanmoins jamais soutenue, faute de professeur spécialisé à l'Université Laval pour former le jury adéquat à ce moment.
Durant son parcours universitaire, Michel réalise de nombreuses études sur le terrain, auprès des communautés autochtones de l'Abitibi-Témiscamingue ou du Nord-du-Québec. Il consigne ses observations, qu'il publie en 1982 dans Carnet de voyage: le vieux-comptoir de la Baie James, où il présente la vie et la culture des Cris de Wemindji et de la Baie James. Alors qu'il est au doctorat, Michel est aussi chargé de cours à l'Université Laval. Il figure parmi les premiers universitaires canadiens à avoir introduit le concept de patrimoine intangible des Premières Nations et des Inuits dans son enseignement. Il insiste sur l'importance de la langue, de la transmission orale, de la danse, de la musique ou encore des mythes et des récits.
Pendant l'ensemble de sa carrière, Michel continue à faire de la recherche comme conseiller culturel pour divers organismes. Jusqu'à sa mort en 2021, on le sollicite fréquemment pour participer à des conférences ou animer des ateliers pour des jeunes au Canada et en Europe. Il collabore aussi avec des musées comme le Musée des Confluences de Lyon. Durant plusieurs années, il est responsable pour les Amériques au sein du Mouvement international pour une nouvelle Muséologie (MINOM), un organisme affilié à l'UNESCO. Très impliqué dans le milieu muséal, il est vice-président du conseil d'administration de la Maison amérindienne, à Mont-Saint-Hilaire. Il s'implique également auprès de l'organisme Terres en vues, duquel il est vice-président.
Michel Noël apparaît aussi fréquemment dans les médias, principalement à la radio et à la télévision. Denis Vaugeois, un collaborateur et ami de longue date, le décrit comme un « passeur de culture entre les mondes » et un grand vulgarisateur de la culture autochtone.

### Carrière et réalisations professionnelles
Alors qu'il commence sa maîtrise, en 1970, Michel est embauché au ministère fédéral des Affaires indiennes et du Nord comme agent de développement économique. Il y est responsable de l'art, de l'artisanat et du patrimoine des Premières Nations et des Inuits du Québec. Il quitte la fonction publique fédérale en 1976 pour le ministère de la Culture du Québec. Jusqu'en 2005, il y occupe diverses fonctions. Il est d'abord directeur du Service de l'artisanat et des métiers d'art et coordonnateur du dossier « Amérindien et Inuit ». Il devient par la suite directeur du Service de la coordination des politiques gouvernementales puis directeur de la Direction régionale du Nord-du-Québec et enfin coordonnateur ministériel aux affaires autochtones. Dans le cadre de ses fonctions, il se rend fréquemment auprès des communautés autochtones québécoises, avec lesquelles il entretient des liens durant toute sa vie.
Durant sa carrière dans la fonction publique, Michel se distingue par ses propositions innovatrices qui favorisent le développement de l'art et de l'artisanat autochtones. Celles-ci ont d'ailleurs donné lieu à de nombreuses réalisations significatives et durables. Il participe notamment à la création de l'Institut culturel Avataq et de l'Institut culturel et éducatif montagnais. Il contribue aussi à faire croître la participation des autochtones aux salons des métiers d'art au Québec. Alors qu'il est au ministère des Affaires indiennes et du Nord, il propose un plan de développement préconisant le groupement des artisans autochtones en associations locales ainsi que la création de la Fédération des coopératives du Nouveau-Québec.

Durant toutes ces années, Michel effectue un travail de sensibilisation constant auprès de la classe politique et de la fonction publique du Québec, qu'il contribue à familiariser avec les réalités du patrimoine autochtone, comme l'indique Michel Côté, un collaborateur de longue date: 
« J’avais connu Michel à l’université puis nous avions collaboré et développé une complicité au ministère de la Culture ; alors que je participais à la restructuration du ministère, Michel défendait (avec patience et succès) la nécessaire reconnaissance du développement culturel des Amérindiens et des Inuits. Il m’avait démontré, ainsi qu’aux autorités ministérielles, la nécessité d’une approche intégrée de la réalité des Premières Nations. Eh oui, ses responsabilités professionnelles exigeaient de la détermination mais aussi des qualités pédagogiques ».

### Œuvre littéraire
Michel commence sa carrière littéraire en 1981, lorsqu'il publie chez Leméac Les Oiseaux d'été: récit montagnais. C'est cependant la publication en 1983 du premier volume des Papinachois (intitulé Les Papinachois et les chasseurs) qui le fait connaître. Cette série, parue aux Éditions Hurtubise, avec qui il collaborera fréquemment, vise à introduire les jeunes aux contes autochtones. Initialement écrite en français, elle est par la suite traduite en langue crie et innue et diffusée en Europe. La série, qui compte initialement 16 tomes, connait un nouveau souffle en 2012, lorsque la maison d'édition Dominique et compagnie en rachète les droits. Michel écrit huit nouveaux tomes, qu'il augmente d'albums sur les Hurons-Wendats et les Mohawks. Les Papinachois connaissent au fil des années un important succès. Une exposition lui sera dédiée à la bibliothèque de l'Université Laval.
Au fil des années, Michel signe une centaine d'œuvres littéraires, incluant des albums pour les jeunes, des pièces de théâtre, des scénarios, de la poésie et, surtout, des romans jeunesse, qui sont parmi ses œuvres les plus célébrées. En 1996, il publie Pien, un roman autobiographique qui sera réécrit en 2019 sous le titre de Métis. En 1998, il publie La ligne de trappe, ainsi que la première édition de Dompter l'enfant sauvage, un roman en deux volumes portant sur l'expérience des pensionnats autochtones au Québec. Ce dernier sera de nouveau publié en 2017 sous le titre Le pensionnat. Michel continue l'histoire de Nipishish, le protagoniste principal du roman, avec la publication de Journal d'un bon à rien (1999), Le cœur sur la braise (2000) et L'hiver indien (2001). Ces trois livres seront republiés en 2004 en un seul volume intitulé Nipishish. Michel publie Hush! Hush! en 2006 et À la recherche du bout du monde en 2012, qui sont tous deux très favorablement reçus. Il reprend aussi le personnage principal de son roman Pien dans le roman Miguetsh!, paru en 2014.
Véritable pionnier de la littérature jeunesse au Québec, Michel Noël a grandement contribué au développement de la littérature jeunesse autochtone en français, dont il a été l'un des auteurs les plus prolifiques,. Même s'il écrit en français et qu'il ne parle pas l'anishinaabemowin, Michel incorpore fréquemment des mots en langues autochtones dans ses romans. En marge de son œuvre écrite, Michel est conférencier et chroniqueur, et participe à de nombreux salons du livre internationaux. Il fait notamment partie, en 1999, des cinquante auteurs québécois qui participent au Salon du livre de Paris, lors du Printemps du Québec en France. En 2001, dans le cadre des célébrations du trois centième anniversaire de la Grande paix de Montréal de 1701, il prend part à une série de conférences avec les historiens Fernand Harvey et Jacques Lacoursière. La même année, il travaille d'ailleurs avec le réalisateur Karl Parent sur un documentaire portant sur cet évènement. Il organise aussi des ateliers dans des classes primaires et secondaires, au Québec comme en France.

#### Thèmes de l'œuvre de Michel Noël
L'œuvre de Michel Noël s'inscrit plus largement dans le grand mouvement de renouveau culturel autochtone qui débute dans les années 1970, dans le sillon de la publication par le gouvernement fédéral du Livre blanc de 1969. Parmi les principaux thèmes qu'il aborde, on retrouve notamment les contes et légendes autochtones. Durant toute sa carrière, Michel cherche effectivement à mettre par écrit ces traditions orales transmises par sa famille. La nature est aussi au cœur de son œuvre,. La question des coupes forestières et des destructions qu'elles entrainent, dont il a été témoin dans son enfance, y revient par exemple fréquemment. Il y aborde enfin certains sujets difficiles, comme les conflits entre les générations, la discrimination, la pauvreté ou les revendications territoriales, des réalités auxquelles font face les communautés autochtones contemporaines. Il est d'ailleurs le premier auteur de littérature jeunesse à parler des pensionnats autochtones. Il s'inspire ainsi souvent d'une confidence, comme c'est le cas avec Dompter l'enfant sauvage, qu'il écrit après avoir écouté le témoignage d'un ami au sujet du temps qu'il a passé dans un pensionnat: 
« Il m'a raconté sa vie au pensionnat dans ses moindres détails pendant près de trois heures. Je connaissais les pensionnats et leur histoire. J'avais déjà rencontré des ex-pensionnaires qui m'avaient livré leur expérience... mais là, ce qui m'était dit dépassait tout entendement. Ce sont les pages les plus sombres de l'histoire du Canada au niveau des relations humains et des relations entre les peuples ».

Michel se base aussi sur sa vie et son expérience. Plusieurs de ses romans comportent en effet une dimension autobiographique, ce qu'il mentionne  dans la préface de Métis : « Mes romans sont dans une grande mesure autobiographique. Pour me lancer dans l'écriture, j'ai besoin d'être motivé par un événement émouvant qui a marqué ma vie. Mes romans sont essentiellement des témoignages de qui je suis, d'où je viens et de ce qui m'inspire ». C'est par exemple la pauvreté qu'il a connu durant sa jeunesse qui lui sert d'inspiration lorsqu'il décrit la situation économique des protagonistes du roman Métis: 
« Nous sommes pauvres chez moi, mais je ne le sais pas, car tous ceux qui vivent autour de nous le sont à leur façon. Ne pas avoir de pain à manger pendant une semaine faute de farine chez le boulanger, porter les bottes trouées de son père ou de son grand frère, posséder une seule paire de culottes usées aux genoux et aux fesses, avoir des trous grands comme des trente sous dans ses chaussons d’hiver en grosse laine du pays, c’est le lot de tout le monde, et personne ne s’en plaint ».

#### Prix et reconnaissances
Durant sa carrière, Michel Noël reçoit de nombreuses récompenses pour son œuvre. En 1997, il reçoit notamment le prix du Gouverneur général du Canada dans la catégorie littérature jeunesse de langue française pour Pien. En 2001, il est invité d'honneur au Salon du livre de Montréal. Il est finaliste du même prix en 2010 pour son roman Nishka. En 1999, il remporte le prix Alvine-Bélisle pour La ligne de trappe. En 2005, il est récompensé du Geoffroy Bilson Award for Historical Fiction for Young Speaker pour Good for nothing, la traduction anglaise du Journal d'un bon à rien. Finaliste du prix TD de littérature canadienne pour l'enfance et la jeunesse pour Hush! Hush! en 2007, il en est le lauréat en 2013 pour À la recherche du bout du monde. Pour le même roman, il est aussi finaliste du prix du livre jeunesse des bibliothèques de Montréal la même année et du prix des libraires du Québec l'année précédente, en 2012.
Ses récompenses ne se limitent pas au Québec ou au Canada. Il reçoit le prix Saint-Exupéry - Valeurs jeunesse dans la catégorie Francophonie pour Hush! Hush!, qui est inscrit à la liste d'honneur de l'Union internationale pour les Livres de Jeunesse en 2010. En 2012, pour l'ensemble de son œuvre, Michel est finaliste du prix commémoratif Astrid-Lindgren, le plus important pour la littérature jeunesse au monde.
Michel Noël est fait chevalier des Arts et des Lettres de France en 2003. L'année suivante, il reçoit, du Sénat français, une médaille pour sa contribution au rayonnement de la langue française. En 2011, il est fait chevalier de l'Ordre national du Québec, et reçoit l'Ordre du Canada en 2017. Quelque temps avant son décès, la maison d'édition Hurtubise le choisit pour faire partie des dix auteurs les plus influents et importants de son histoire.

### Mort
Michel Noël est mort d'un infarctus à Saint-Damien le 10 avril 2021, à l'âge de 76 ans. De nombreuses personnalités du milieu littéraire et culturel lui rendent honneur au mois de septembre de la même année, lors d'une soirée organisée par sa conjointe Sylvie Roberge, qui est aussi une collaboratrice de longue date. Parmi celles-ci, on retrouve Denis Vaugeois, le chef héréditaire algonquin Dominique Rankin, les muséologue Michel Côté, Paule Renaud et René Rivard, le cinéaste Paolo Caregna, André Dudemaine, le fondateur de Terres en Vue, le sculpteur André Michel, l'illustratrice Joanne Ouellet ainsi que les éditeurs Hervé Foulon (Éditions Hurtubise) et Sylvain Harvey (Éditions Sylvain Harvey). À la suite de son décès, la maison d'édition Hurtubise lui rend hommage: « Tout au long de sa vie, Michel Noël a transmis l’amour de l’histoire, la fierté du patrimoine et des traditions. Il a joué un rôle primordial dans la vie culturelle québécoise, amérindienne et inuite ».